# John Tarkong
John Tarkong, Jr. (ur. 7 grudnia 1965) – palauski zapaśnik walczący w obu stylach. Olimpijczyk z Aten 2004, gdzie zajął dwudzieste miejsce w kategorii 96 kg w stylu klasycznym.
Zajął 33 miejsce na mistrzostwach świata w 2003. Zdobył cztery medale na igrzyskach Pacyfiku w 1999 i 2007, a także dwa złote na miniigrzyskach Pacyfiku w 2005. Czterokrotnie na podium igrzysk mikronezyjskich, w tym dwa razy na najwyższym stopniu w 2010. Dwunastokrotny medalista mistrzostw Oceanii w latach 1995 - 2007 roku.